# Campionati del mondo allievi di atletica leggera 2005
I Campionati del mondo allievi di atletica leggera 2005 (4ª edizione), si sono svolti a Marrakech, in Marocco dal 13 al 17 luglio. Le competizioni si sono tenute allo Stade de Marrakech.

## Medagliati

### Uomini
| Specialità | Oro                                                            | Prestazione | Argento                                                                         | Prestazione | Bronzo                                                                                     | Prestazione |
| Corse piane |                                                                |             |                                                                                 |             |                                                                                            |             |
| 100 m | Harry Aikines-Aryeetey                                         | 10"35       | Alexander Nelson                                                                | 10"36       | Keston Bledman                                                                             | 10"55       |
| 200 m | Harry Aikines-Aryeetey                                         | 20"91       | Jorge Valcárcel                                                                 | 21"08       | Matteo Galvan                                                                              | 21"14       |
| 400 m | Adam El-Nour                                                   | 46"56       | Julius Kirwa                                                                    | 46"70       | Bryshon Nellum                                                                             | 46"81       |
| 800 m | Gilbert Keter Kipkurui                                         | 1'48"42     | Jackson Kivuva                                                                  | 1'48"57     | Jan Masenamela                                                                             | 1'49"73     |
| 1.500 m | Belal Mansoor Ali                                              | 3'36"94     | Bader Khalil Bader                                                              | 3'43"13     | Abubaker Kaki Khamis                                                                       | 3'45"05     |
| 3.000 m | Abreham Cherkos                                                | 8'00"90     | Ibrahim Jeilan                                                                  | 8'04"21     | Saleh Bakheet Marzooq                                                                      | 8'04"78     |
| 10.000 m marcia | Sergej Morozov                                                 | 42'26"92    | Vladimir Akhmetov                                                               | 42'32"81    | Yūsuke Suzuki                                                                              | 42'43"22    |
| Corse a ostacoli |                                                                |             |                                                                                 |             |                                                                                            |             |
| 110 hs (91,4 cm) | Cordera Jenkins                                                | 13"35       | Ryan Brathwaite                                                                 | 13"44       | Gianni Frankis                                                                             | 13"48       |
| 400 hs (84 cm) | Abdulagadir Idriss                                             | 50"78       | Mohammed Daak                                                                   | 50"90       | David Klech                                                                                | 50"90       |
| 2.000 siepi | Abel Mutai                                                     | 5'24"69     | Bisluke Kiplagat                                                                | 5'24"87     | Abdelghani Aït Bahmad                                                                      | 5'26"52     |
| Salti |                                                                |             |                                                                                 |             |                                                                                            |             |
| Salto in alto | Huang Haiqiang                                                 | 2,27 m      | Oleksandr Nartov                                                                | 2,18 m      | Alex Soto                                                                                  | 2,18 m      |
| Salto con l'asta | Yang Yansheng                                                  | 5,25 m      | Scott Roth                                                                      | 5,25 m      | Albert Velez                                                                               | 5,20 m      |
| Salto in lungo | Chris Noffke                                                   | 7,97 m      | Tiberiu Talnar                                                                  | 7,53 m      | Cleiton Sabino                                                                             | 7,49 m      |
| Salto triplo | Héctor Dairo Fuentes                                           | 16,63 m     | Ilya Efremov                                                                    | 16,45 m     | Zhivko Petkov                                                                              | 16,20 m     |
| Lanci |                                                                |             |                                                                                 |             |                                                                                            |             |
| Getto del peso (5 kg) | Jan Petrus Hoffman                                             | 20,99 m     | Vladislav Tulacek                                                               | 19,97 m     | Rosen Karamfilov                                                                           | 19,86 m     |
| Lancio del disco (1,5 kg) | Ali Shahrokhi                                                  | 61,07 m     | Osmel Charlot                                                                   | 60,17 m     | Antonio e Silva Vital                                                                      | 59,30 m     |
| Lancio del giavellotto (700 g) | Noel Meyer                                                     | 80,52 m     | Roman Avramenko                                                                 | 79,22 m     | Víctor Fatecha                                                                             | 77,21 m     |
| Lancio del martello (5 kg) | Sandor Palhegyi                                                | 81,89 m     | Artem Vynnyk                                                                    | 77,88 m     | Alexander Smith                                                                            | 73,77 m     |
| Prove multiple |                                                                |             |                                                                                 |             |                                                                                            |             |
| Octathlon | Yordanis García                                                | 6.482 p.    | Matthias Prey                                                                   | 6.282 p.    | Cleiton Sabino                                                                             | 6.218 p.    |
| Staffette |                                                                |             |                                                                                 |             |                                                                                            |             |
| Staffetta svedese | Stati Uniti Isaiah Green Devin Mays Zach Chandy Bryshon Nellum | 1'51"19     | Trinidad e Tobago Kieron Anthony Keston Bledman Ade Alleyne-Forte Kervin Morgan | 1'52"51     | Arabia Saudita Hadi M. Hassan Mohammed Ali Al-Beshi Ismail M.H Al-Sabani Adel Jaber Asseri | 1'52"89     |
| record mondiale; record mondiale stagionale; record africano; record asiatico; record europeo; record nord-centroamericano e caraibico; record sudamericano; record oceaniano; record dei campionati; record nazionale; record personale; record personale stagionale. |                                                                |             |                                                                                 |             |                                                                                            |             |

### Donne
| Specialità | Oro                                                                  | Prestazione | Argento                                                              | Prestazione | Bronzo                                                                 | Prestazione |
| Corse piane |                                                                      |             |                                                                      |             |                                                                        |             |
| 100 m | Bianca Knight                                                        | 11"38       | Ebony Collins                                                        | 11"44       | Schillonie Calvert                                                     | 11"44       |
| 200 m | Aymée Martínez                                                       | 22"99       | Bianca Knight                                                        | 23"33       | LaToya King                                                            | 23"57       |
| 400 m | Nawal El Jack                                                        | 51"19       | Danijela Grgic                                                       | 51"30       | Aymée Martínez                                                         | 52"04       |
| 800 m | Teresa Flavious Kwamboka                                             | 2'07"42     | Winny Chebet                                                         | 2'08"15     | Katherine Katsanevakis                                                 | 2'08"35     |
| 1.500 m | Sheila Kiprotich Chepkirui                                           | 4'12"29     | Yuriko Kobayashi                                                     | 4'13"96     | Bizunesh Urgesa                                                        | 4'19"34     |
| 3.000 m | Veronica Nyaruai                                                     | 9'01"61     | Pauline Korikwiang                                                   | 9'05"42     | Hitomi Niiya                                                           | 9'10"34     |
| 5.000 m marcia | Tatyana Kalmykova                                                    | 22'14"47    | Elmira Alembekova                                                    | 22'27"17    | Xue Chai                                                               | 22'34"28    |
| Corse a ostacoli |                                                                      |             |                                                                      |             |                                                                        |             |
| 100 hs (76,2 cm) | April Williams                                                       | 13"23       | Natasha Ruddock                                                      | 13"38       | Theresa Lewis                                                          | 13"39       |
| 400 hs | Ebony Collins                                                        | 55"96       | Lauren Boden                                                         | 58"30       | Aya Miyahara                                                           | 59"62       |
| Salti |                                                                      |             |                                                                      |             |                                                                        |             |
| Salto in alto | Biwei Gu                                                             | 1,87 m      | Sophia Begg                                                          | 1,85 m      | Yekaterina Yevseyeva                                                   | 1,85 m      |
| Salto con l'asta | Aikaterinī Stefanidī                                                 | 4,30 m      | Keisa Monterola                                                      | 4,30 m      | Shuo Yu                                                                | 4,20 m      |
| Salto in lungo | Arantxa King                                                         | 6,39 m      | Éloyse Lesueur                                                       | 6,28 m      | Cornelia Deiac                                                         | 6,25 m      |
| Salto triplo | Sha Li                                                               | 13,81 m     | Kaire Leibak                                                         | 13,74 m     | Cristina Bujin                                                         | 13,23 m     |
| Lanci |                                                                      |             |                                                                      |             |                                                                        |             |
| Getto del peso | Simoné du Toit                                                       | 16,33 m     | Li Bo                                                                | 15,92 m     | Dani Samuels                                                           | 15,53 m     |
| Lancio del disco | Dani Samuels                                                         | 54,09 m     | Simoné du Toit                                                       | 52,10 m     | Kamorean Hayes                                                         | 49,64 m     |
| Lancio del giavellotto | Zhang Li                                                             | 56,66 m     | Vira Rebryk                                                          | 56,16 m     | Yanet Cruz                                                             | 51,66 m     |
| Lancio del martello | Bianca Perie                                                         | 62,27 m     | Anna Bulgakova                                                       | 62,05 m     | Dora Levai                                                             | 58,80 m     |
| Prove multiple |                                                                      |             |                                                                      |             |                                                                        |             |
| Eptathlon | Tat'jana Černova                                                     | 5.875 p.    | Yana Panteleyeva                                                     | 5.611 p.    | Diana Rach                                                             | 5.481 p.    |
| Staffette |                                                                      |             |                                                                      |             |                                                                        |             |
| Staffetta svedese | Stati Uniti Khrystal Carter Ebony Collins Bianca Knight Brandi Cross | 2'03"93     | Australia Jessica Gulli Olivia Tauro Megan Hill Jaimee-Lee Hoebergen | 2'06"58     | Brasile Tatiane Ferraz Vanda Gomes Franciela Krasucki Josiane Valentim | 2'06"60     |
| record mondiale; record mondiale stagionale; record africano; record asiatico; record europeo; record nord-centroamericano e caraibico; record sudamericano; record oceaniano; record dei campionati; record nazionale; record personale; record personale stagionale. |                                                                      |             |                                                                      |             |                                                                        |             |

## Medagliere
| Posizione | Paese             | Oro | Argento | Bronzo | Totale |
| --------- | ----------------- | --- | ------- | ------ | ------ |
| 1         | Stati Uniti       | 6   | 3       | 4      | 13     |
| 2         | Kenya             | 5   | 5       | 0      | 10     |
| 3         | Cina              | 5   | 1       | 2      | 8      |
| 4         | Russia            | 3   | 5       | 0      | 8      |
| 5         | Cuba              | 3   | 2       | 2      | 7      |
| 6         | Sudafrica         | 3   | 1       | 1      | 5      |
| 7         | Sudan             | 3   | 0       | 1      | 4      |
| 8         | Australia         | 2   | 3       | 2      | 7      |
| 9         | Regno Unito       | 2   | 1       | 2      | 5      |
| 10        | Romania           | 1   | 1       | 2      | 4      |
| 11        | Bahrein           | 1   | 1       | 1      | 3      |
| 11        | Etiopia           | 1   | 1       | 1      | 3      |
| 13        | Ungheria          | 1   | 0       | 1      | 2      |
| 14        | Bermuda           | 1   | 0       | 0      | 1      |
| 14        | Grecia            | 1   | 0       | 0      | 1      |
| 14        | Iran              | 1   | 0       | 0      | 1      |
| 17        | Ucraina           | 0   | 4       | 0      | 4      |
| 18        | Giappone          | 0   | 1       | 3      | 4      |
| 19        | Giamaica          | 0   | 1       | 2      | 3      |
| 20        | Arabia Saudita    | 0   | 1       | 1      | 2      |
| 20        | Germania          | 0   | 1       | 1      | 2      |
| 20        | Trinidad e Tobago | 0   | 1       | 1      | 2      |
| 23        | Barbados          | 0   | 1       | 0      | 1      |
| 23        | Croazia           | 0   | 1       | 0      | 1      |
| 23        | Estonia           | 0   | 1       | 0      | 1      |
| 23        | Francia           | 0   | 1       | 0      | 1      |
| 23        | Rep. Ceca         | 0   | 1       | 0      | 1      |
| 23        | Venezuela         | 0   | 1       | 0      | 1      |
| 29        | Brasile           | 0   | 0       | 3      | 3      |
| 30        | Bulgaria          | 0   | 0       | 2      | 2      |
| 30        | Spagna            | 0   | 0       | 2      | 2      |
| 32        | Italia            | 0   | 0       | 1      | 1      |
| 32        | Kazakistan        | 0   | 0       | 1      | 1      |
| 32        | Marocco           | 0   | 0       | 1      | 1      |
| 32        | Paraguay          | 0   | 0       | 1      | 1      |
| 32        | Portogallo        | 0   | 0       | 1      | 1      |
| Totale    | Totale            | 39  | 39      | 39     | 117    |